# Нантер
Нантер (фр. Nanterre) град је у Француској у региону Ил д Франс, у департману Сенски висови.
По подацима из 2006. године број становника у месту је био 88.316.

## Демографија
| 1962.  | 1968.  | 1975.  | 1982.  | 1990.  | 1999.  | 2006.  | 2011.  |
| ------ | ------ | ------ | ------ | ------ | ------ | ------ | ------ |
| 83.416 | 90.332 | 95.032 | 88.578 | 84.565 | 84.281 | 88.316 | 89.476 |

## Партнерски градови
- Крајова
- Вотфорд
- Пезаро
- Жилина